# Ojašio (SS-511)
Ojašio (SS-511) byla diesel-elektrická ponorka Japonských námořních sil sebeobrany. Byla to první japonská ponorka postavená od konce druhé světové války. Ve službě byla v letech 1960–1976. 

## Stavba
Stavba lodi probíhala v loděnicích společnosti Kawasaki Shipbuilding Corporation v Kobe. Kýl ponorky Ojašio byl založen 25. prosince 1957, dne 25. května 1959 byl trup spuštěn na vodu a dne 30. června 1960 byla ponorka přijata do služby. 

## Konstrukce

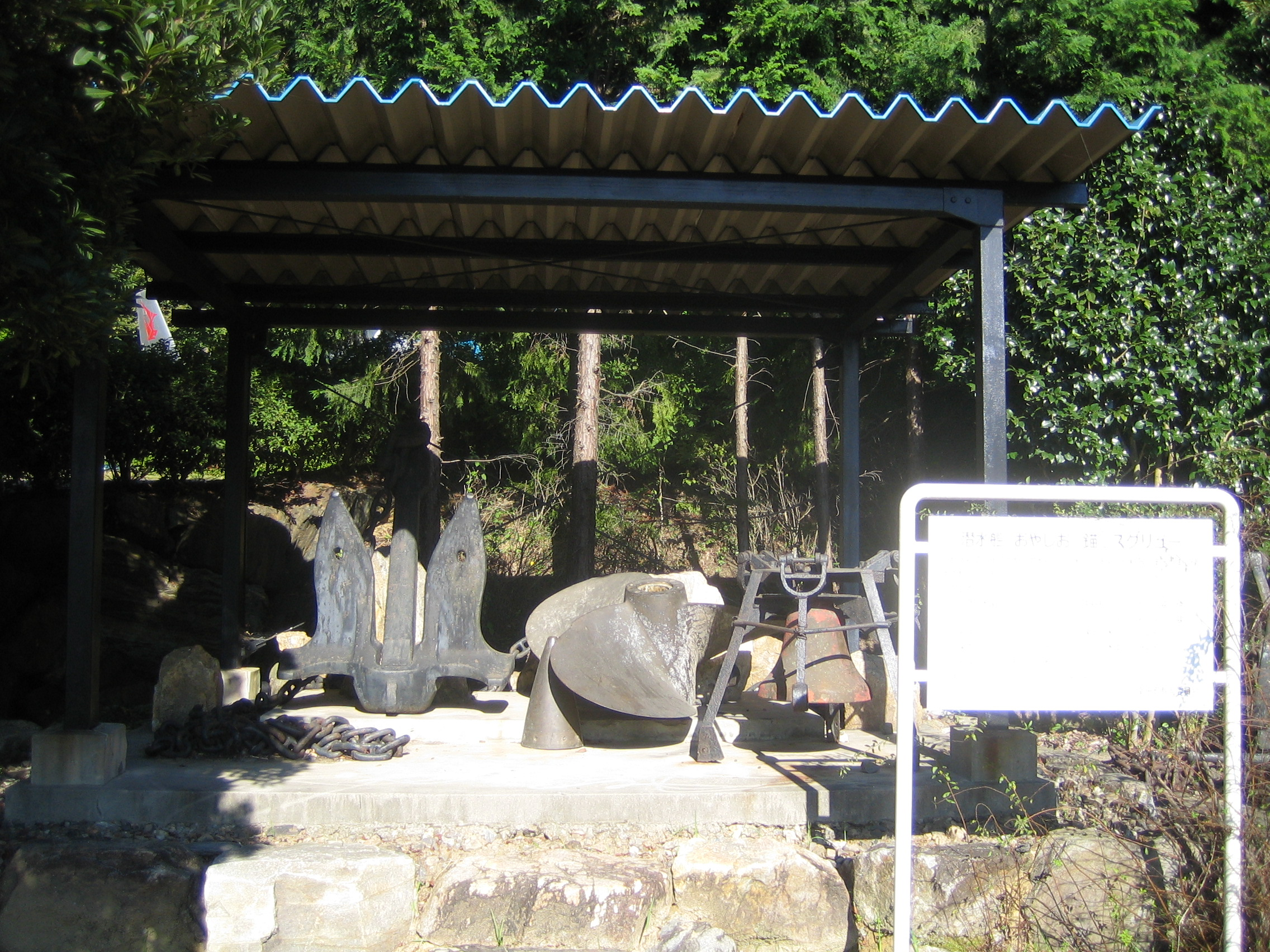
Dochovaná kotva a lodní šrouby ponorky Ojašio

Ponorka byla pojata konzervativně, s trupem doutníkového tvaru a dvoutrupou koncepcí. Byla však vybavena schnorchelem. Při její stavbě byla použita vysokopevnostní ocel SM 52. Její výzbroj tvořily čtyři 533mm torpédomety HU-401. Vyhledávací radar byl typu SS-2, trupový sonar JQS-1 a JQO-1. Dále nesla systém elektronického boje BLR-1. 
Pohonný systém byl diesel-elektrické koncepce. Tvořily ho dva diesely Kawasaki-MAN V8V22/30mMAL, jeden alternátor Fuji Electric SG-1 a jeden elektromotor Toshiba SM-1, pohánějící dva lodní šrouby. Energii uchovávaly baterie. Nejvyšší rychlost dosahovala 13 uzlů při plavbě na hladině a 19 uzlů pod hladinou. Operační hloubka ponoru dosahovala 150 metrů.